# جون غال (طبيب أطفال)
جون غال (بالإنجليزية: John Gall)‏ هو طبيب أطفال أمريكي، ولد في 18 سبتمبر 1925، وتوفي في 15 ديسمبر 2014.